# Lucije Kornelije Sula
Lucije Kornelije Sula (138. pr. Kr. - 78. pr. Kr.), rimski zapovjednik i diktator. Sula potječe iz patricijske obitelji Korneliji koja nije imala utjecaja u gradu Rimu. Tako da je Sula, bez novca, svoje prve godine političkog života proveo na marginama rimskog plemstva. Kako je postao senator, nije točno objašnjeno ali se špekulira na neko nasljedstvo.
Sula je sudjelovao u Jugurtinom ratu kao kvestor Gaja Marija, a u ratu italskih saveza protiv Rima kao legat gdje je pobijedio Cimbre i Teutonce. 
Po povratku u Rim, prema pričanju preko mita, izabran je za gradskog pretora a kasnije kao istaknuta ličnost optimata i protivnik demokratskih slojeva Rima, bio je imenovan za upravitelja provincije Azije i za zapovjednika rimske vojske protiv pontskog kralja Mitridata VI. Eupatora, ali je ubrzo smjenjen, zbog čega dolazi do sukoba s Gajem Marijem i do prvog rimskog građanskog rata.
Godine 88. pr. Kr., sa svojim legijama ulazi u Rim i zavodi diktaturu a 87. pr. Kr. ponovno kreće na Mitridata. U Grčkoj je pobijedio Mitridatovog zapovjednika Arhelaja, a zatim je 86. pr. Kr. zauzeo i opljačkao Atenu. U bitci kod Heroneje i Orhomena, pobijedio je znatno jaču pontsku vojsku i 85. pr. Kr. prinudio Mitridata na Dardanski mir.
Godine 83. pr. Kr. se iskrcao u Italiju sa svojom legijom i savladao otpor pristalica Gaja Marija u krvavoj bitci kod Porta Kolina. Godine  82. pr. Kr. je ponovno ušao u Rim i zaveo diktaturu u kojoj se krvavo obračunao sa svojim protivnicima. Oslanjajući se na oligarhe i vojne veterane, promijenio je ustav i sustav vrhovne uprave šteteći demokraciji i građanima. Uveo je proskripcije (popise ljudi koje možete ubiti bez odgovornosti) i krvavo se obračunao s Marijevim pristašama. Sula je bio prvi rimski diktator kome nisu bila ograničena prava i trajanje vladavine. Dobrovoljno se odrekao vlasti 79. pr. Kr. i povukao se iz javnog i političkog života tadašnjeg Rima, a iduće je godine umro.
Napisao je autobiografiju Commentarii rerum gestarum u 22 knjige, koja je samo djelomično sačuvana.